# كاميلا كيرسليك
كاميلا كيرسليك (بالإنجليزية: Camilla Kerslake)‏ هي مغنية ومغنية أوبرا بريطانية، ولدت في 5 أغسطس 1988.

## وصلات خارجية
- الموقع الرسمي
- كاميلا كيرسليك على موقع IMDb (الإنجليزية)
- كاميلا كيرسليك على موقع ميوزك برينز (الإنجليزية)
- كاميلا كيرسليك على موقع ديسكوغز (الإنجليزية)